# Quipo
Quipo ou Quipu (em quíchua: khipu) era um instrumento utilizado para comunicação, mas também como registro contábil e como registros mnemotécnicos entre os incas. Alguns expertos têm proposto que também eram utilizado como sistema de escrita, hipótese sustentada entre outras por William Burns Glynn, Gary Urton e Manuel Medrano.
Eram feitos da união de cordões que podem ser coloridos ou não, e poderia ter enfeites, como por exemplo ossos e penas, onde cada nó que se dava em cada cordão significava uma mensagem distinta. Cada cordão poderia ter um ou mais nós, ou nenhum nó, ou um nó na ponta, um na base, enfim, tudo era comunicado e transportado rapidamente ao imperador Inca no centro do império Cusco.

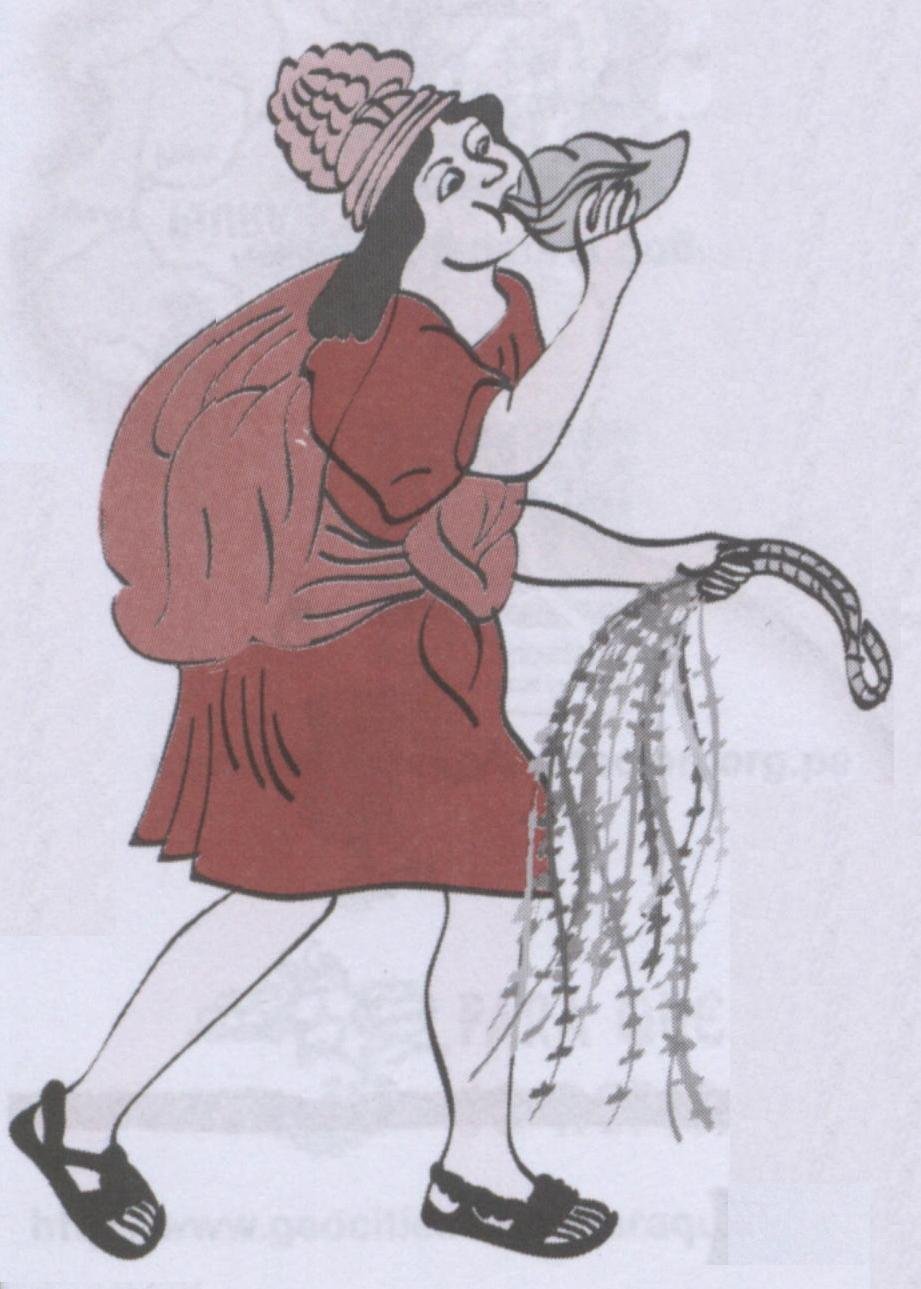
Gravura do séc. XVI retratando um chasqui, mensageiro inca, com quipos na mão esquerda

## Características
Os cordões eram feitos de lã de lhama ou alpaca, ou de algodão. A posição do nó, bem como a sua quantidade, indicavam valores numéricos segundo um sistema decimal. As cores do cordão, por sua vez, indicavam o item que estava sendo contado, sendo que para cada atividade (agricultura, exército, engenharia etc.) existia uma simbologia própria de cores. 
O transporte dos quipos era realizado pelos chasqui, rápidos mensageiros, que corriam por dois quilômetros pelas trilhas incas levando o quipo contendo as informações a serem transmitidas, até o próximo posto de mensageiros, onde aguardava um mensageiro descansado pronto para continuar o transporte do quipo.

## Estrutura

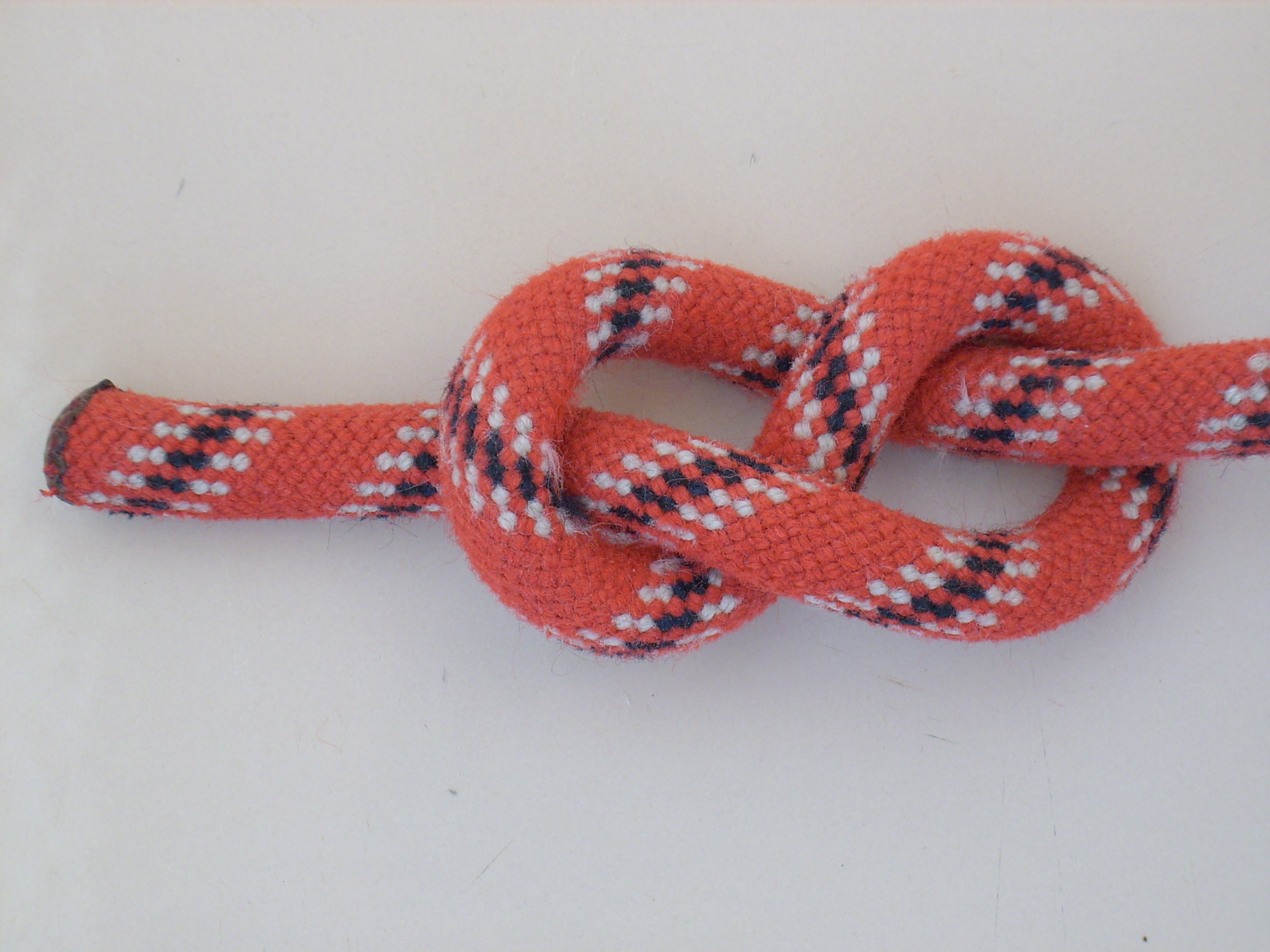
Exemplo de nós dos Quipos.
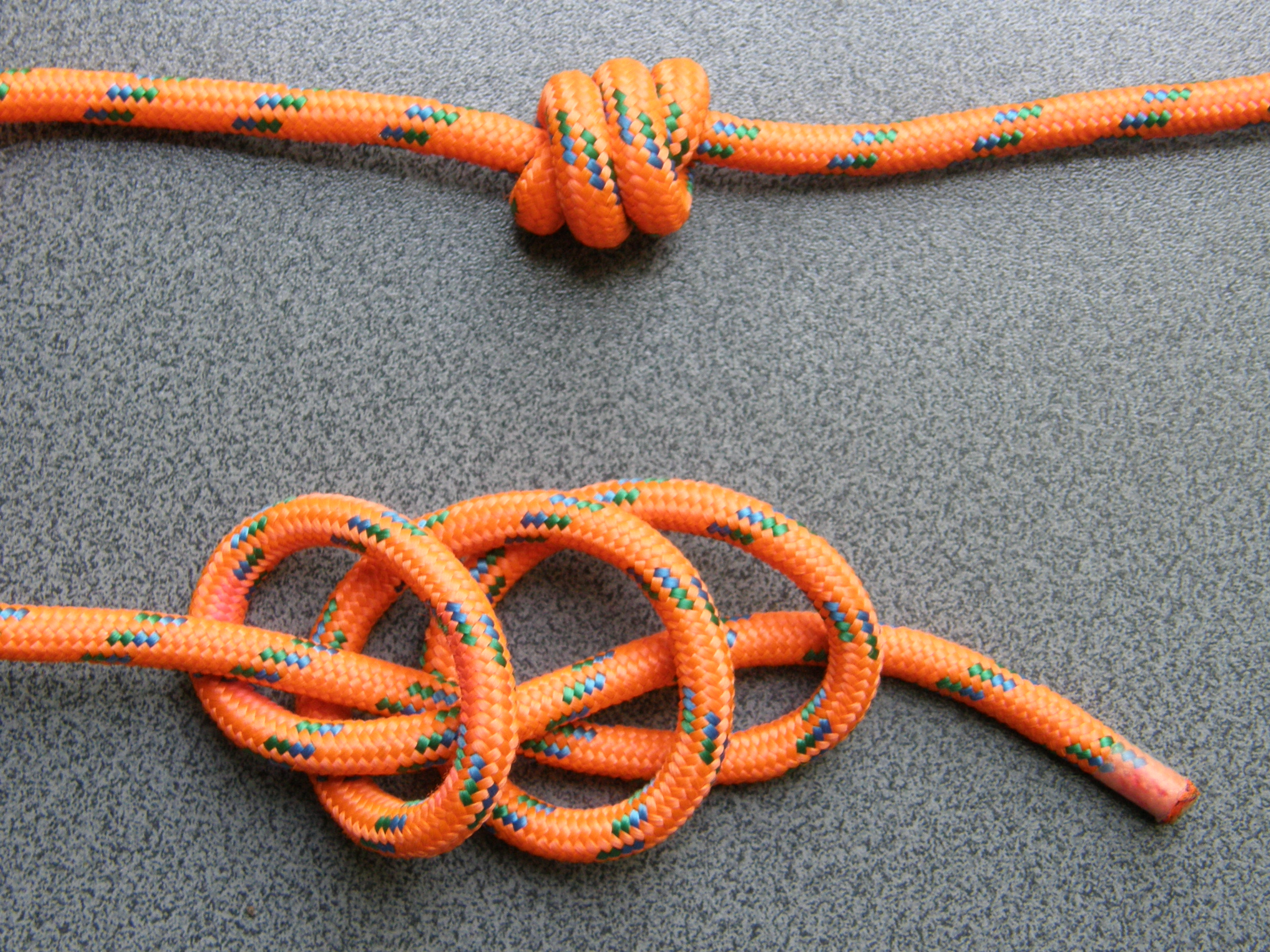

Marcia e Robert Ascher da Universidade de Michigan analisaram várias centenas de Quipos, comprovando que a maior parte das informações neles contidas é numérica. Cada grupo de nós é um dígito, havendo três tipos principais de nós:
- Simples, nó de uma volta (representado por um s no Sistema Ascher)
- Grandes, nó com voltas adicionais para indicar a quantidade (representado por um l no Sistema Ascher)
- Com forma de 8  (representado por um E no Sistema Ascher)

Há um quarto tipo, um oito com uma volta adicional, representado por EE em Ascher. 

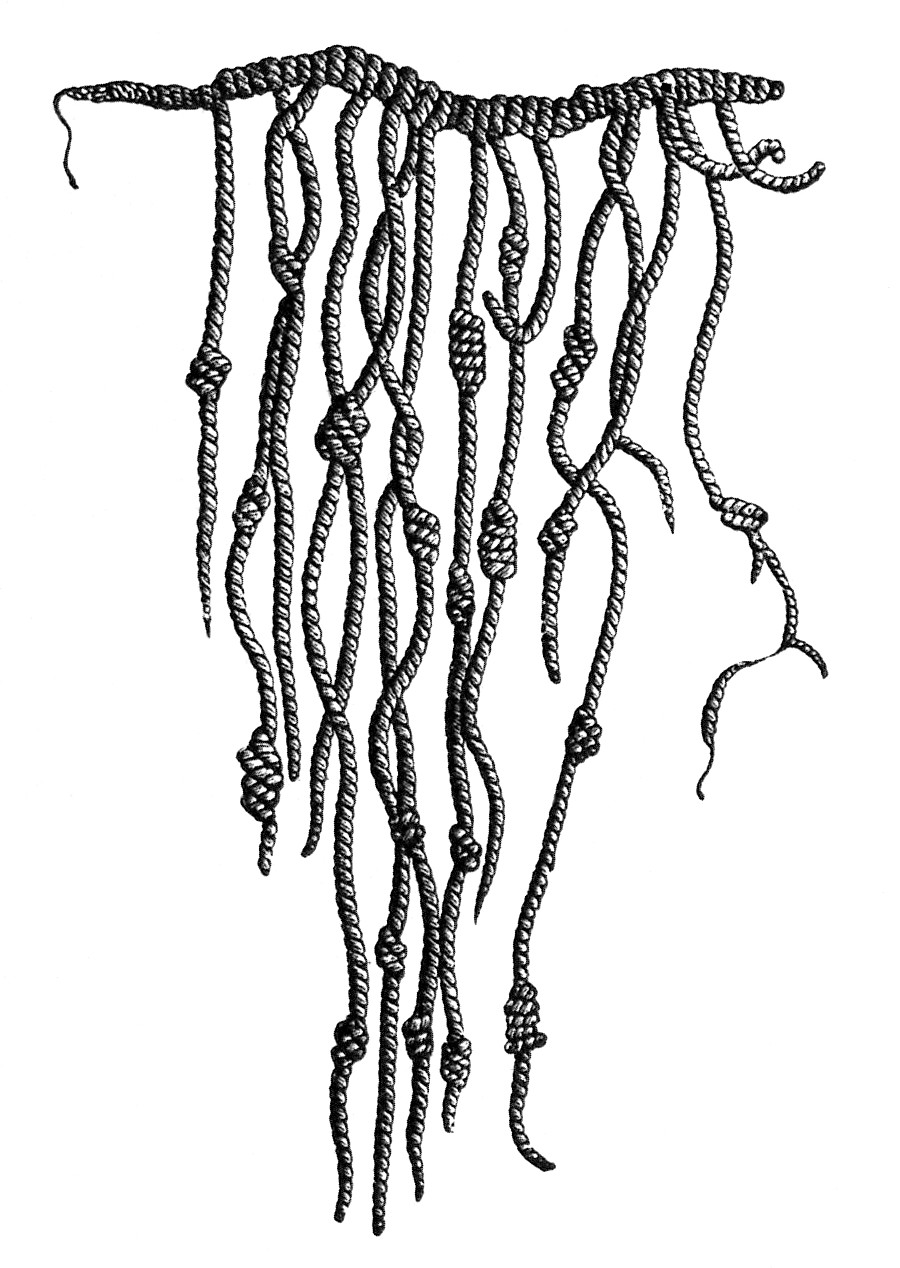
Quipo

Um número é representado por sequências de grupos de nós e a base é decimal.
- As potências de dez mostram uma posição ao longo da cadeia de nós e essas posições se alinham formando os números.
- Os dígitos das dezenas e potências de dez superiores são representados por grupos de nós simples (exemplo, trinta é indicado por três nós simples na posição das dezenas).
- Os dígitos nas posições das unidades são representados por nós grande (exemplo, cinco é indicado por um nó de 5 voltas) Devido à forma de atar os nós, o número “um” deve ser representado pelo nó em “oito”.
- O zero é representado pela ausência de nós na posição devida (representado por um X no Sistema Ascher).
- Estando as unidade estar representada de forma diferente (“nó oito”), fica claro onde um número termina.
- Cada “capítulo” (cada cordão suspenso) pode conter mais de um número.

Exemplos no sistema de Ascher:
- O número 841 estaria representado por  8s, 4s, E
- O número 503 estaria representado por 5s, X, 3L
- O número 206 seguido pelo número 71 seria por 2s, X, 6L, 7s, E

Essa leitura pode ser descoberta e percebida pela lógica presente nos mesmos: os Quipos sempre contém somas de uma forma sistemática. Por exemplo, uma corda verde pode conter a soma das seguintes e assim por diante. Há, por vezes, somas das demais somas.

Quipus

Algumas das informações presentes nos Quipos não são quantidades objetivas, as quais Ascher chamou de etiquetas numéricas. São compostas por algo como códigos que podem ou devem ter sido usadas para identificar pessoas, locais, objetos diversos. Desconhecendo-se o contexto de Quipos individuais, é difícil decifrar o significado de tais códigos. Outros aspectos dos Quipos poderiam ser usados para comunicar outras informações: as Cores, a locação relativa das cordas, o espaço entre os conjuntos de nós, a estrutura das cordas, as cordas secundárias.

### Cores

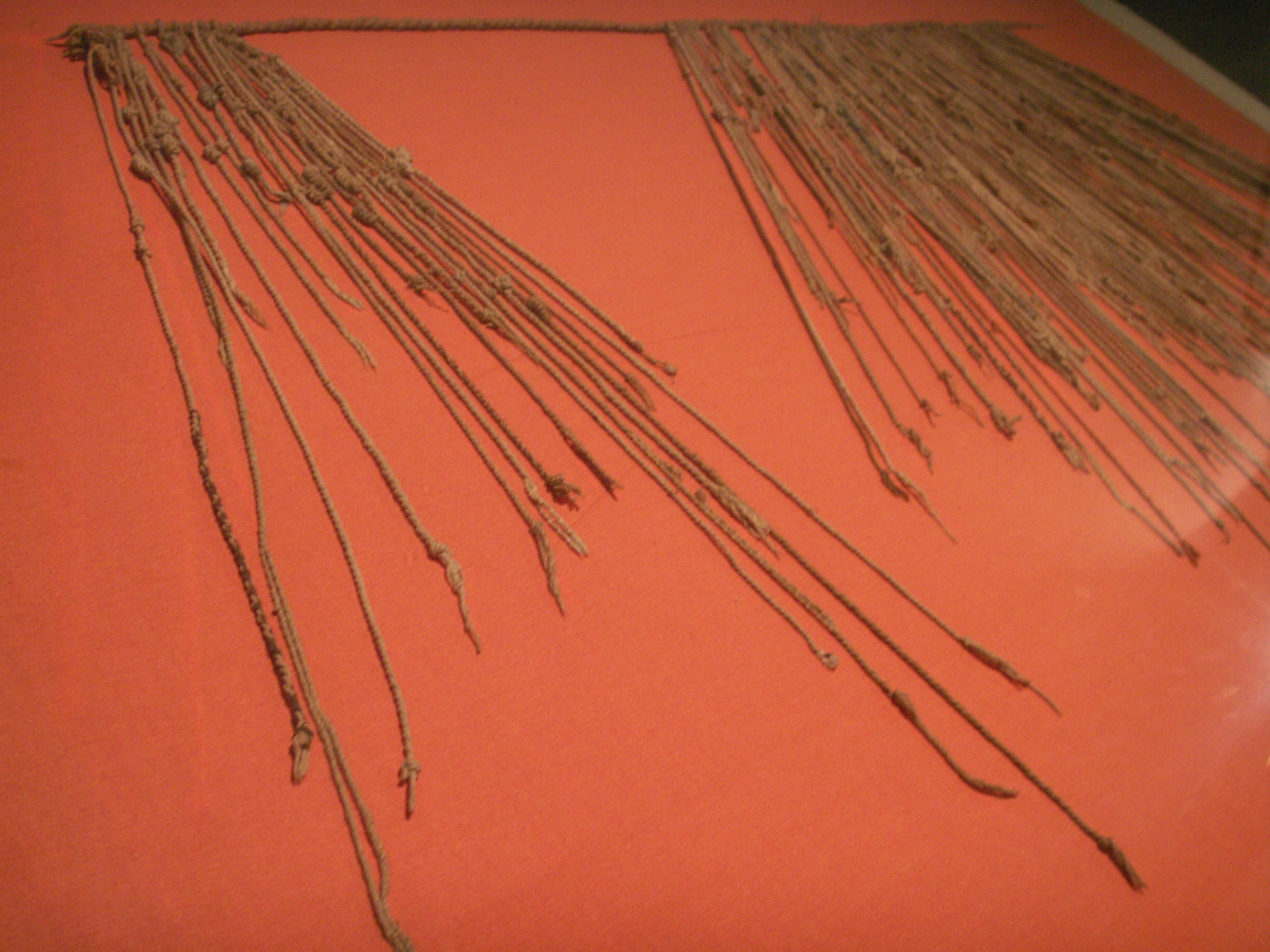
Quipos.

| Cor      | Setor                    |
| -------- | ------------------------ |
| Pardo    | Governo                  |
| Carmesim | Inca                     |
| Roxo     | Curaçá (autoridade Inca) |
| Verde    | Conquista                |
| Vermelho | Guerreiro                |
| Preto    | Tempo                    |
| Amarelo  | Ouro                     |
| Branco   | Prata                    |